# Jan Bols (schaatser)
Jan Bols (Hoogeveen, 27 augustus 1944) is een voormalig langebaanschaatser uit Nederland.

## Biografie
In 1972 eindigde Bols bij zowel de Europese als de wereldkampioenschappen op de derde plaats in de eindrangschikking. Tweemaal heeft hij een wereldrecord verbeterd. Hij was gespecialiseerd op de lange afstanden. Zo won hij op het wereldkampioenschap allround in 1969 de 10.000 m. Een jaar later won hij op het WK de 5000 en de 10.000 m. Bols nam tweemaal deel aan de Olympische Winterspelen.
Lange tijd was Bols achter Kees Verkerk en Ard Schenk de beste schaatser van Nederland. In 1971 werd hij Nederlands kampioen. In dat jaar was hij de grote kanshebber voor het Europees kampioenschap, maar door een foutieve wissel op de 5000 meter (Bols reed twee keer achter elkaar een buitenbaan) werd hij gediskwalificeerd. Hij startte toen niet meer op de 1500 m.
Zijn laatste twee wedstrijdseizoenen reed Bols bij de profs, samen met Verkerk en Schenk. Tijdens zijn schaatsloopbaan begon Bols een sportzaak in zijn geboorteplaats Hoogeveen. Deze werd later overgenomen door zijn zoon, Alexander Bols. De winkel, inmiddels een filiaal van de Intersport-keten, draagt nog wel Jan Bols' naam.
In juli 2017 werd Bols bestolen van zijn Gouden Schaatsen van Inzell, Veenoord en Viking, die Bols kreeg voor het vestigen van nieuwe wereldrecords. Daarnaast zijn de gewonnen medailles verdwenen.

## Records

### Persoonlijke records
| Afstand      | Tijd    | Datum           | Baan   |
| ------------ | ------- | --------------- | ------ |
| 500 meter    | 39,4    | 15 januari 1972 | Davos  |
| 1000 meter   | 1.20,4  | 19 januari 1971 | Davos  |
| 1500 meter   | 2.01,60 | 23 januari 1972 | Davos  |
| 3000 meter   | 4.13,5  | 2 maart 1972    | Inzell |
| 5000 meter   | 7.10,7  | 4 maart 1972    | Inzell |
| 10.000 meter | 15.10,2 | 5 maart 1972    | Inzell |

### Wereldrecords
| Nr. | Afstand        | Tijd    | Datum           | Baan              |
| --- | -------------- | ------- | --------------- | ----------------- |
| 1.  | 3000 meter     | 4.16,4  | 27 januari 1970 | Cortina d'Ampezzo |
| 2.  | Grote vierkamp | 171.512 | 8 maart 1970    | Inzell            |

## Resultaten

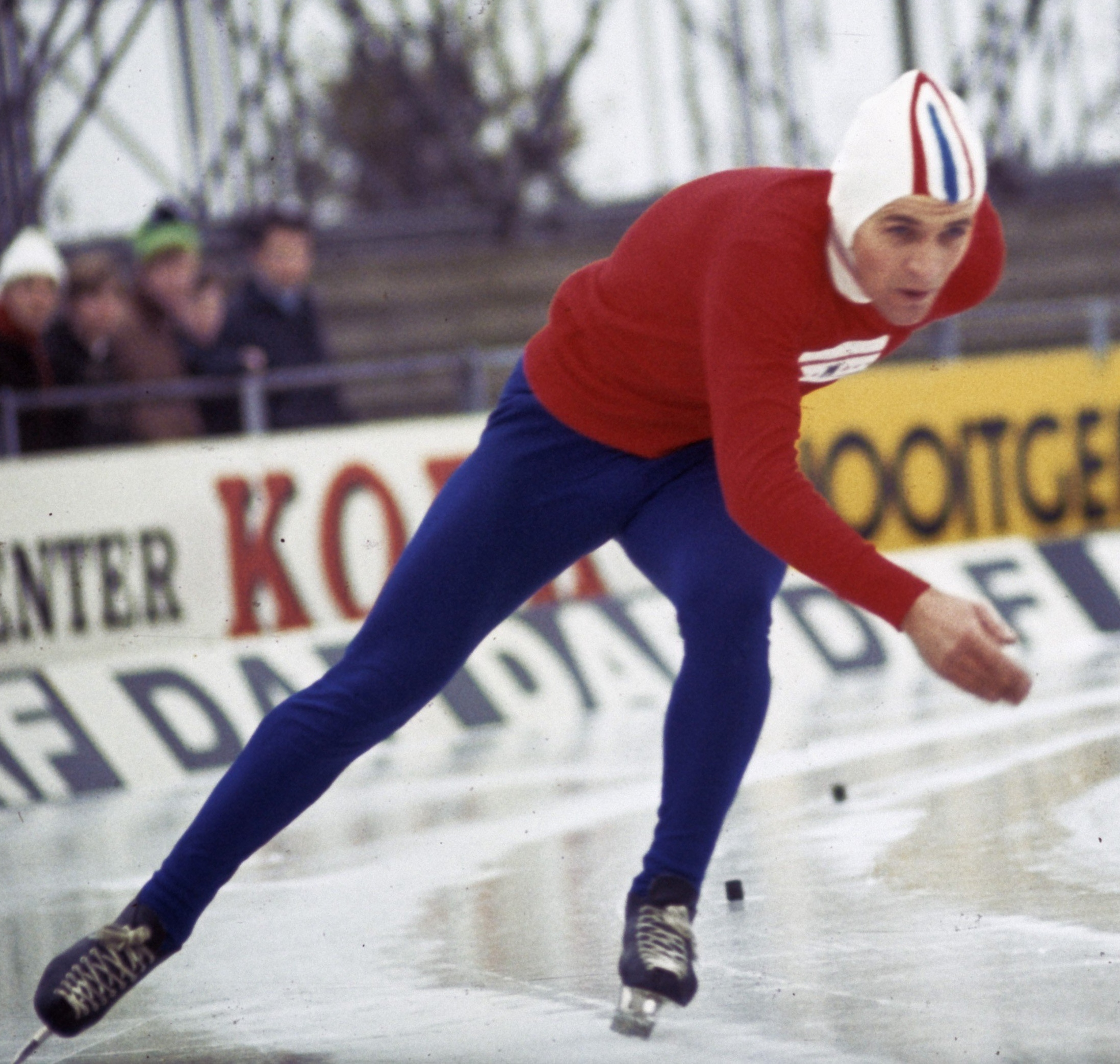
Jan Bols in 1968 tijdens de IJsselcup.

| Jaar | NK Allround | EK Allround | Olympische Spelen                      | WK Allround | WK Sprint | EK ISSL | WK ISSL |
| ---- | ----------- | ----------- | -------------------------------------- | ----------- | --------- | ------- | ------- |
| 1966 | NC22        | -           |                                        | -           |           |         |         |
| 1967 | 7e          | -           |                                        | -           |           |         |         |
| 1968 | Brons       | 5e          | NF 500m 16e 1500m 8e 5000m 13e 10.000m | 5e          |           |         |         |
| 1969 | Zilver      | 14e         |                                        | 9e          |           |         |         |
| 1970 | Zilver      | 4e          |                                        | 4e          | -         |         |         |
| 1971 | Goud        | NS3         |                                        | 6e          | 13e       |         |         |
| 1972 | Zilver      | Brons       | 5e 1500m 8e 5000m 4e 10.000m           | Brons       | 19e       |         |         |
| 1973 |             |             |                                        |             |           | Brons   | Zilver  |
| 1974 |             |             |                                        |             |           | 8e      |         |

### Medaillespiegel
| Kampioenschap      | Goud | Zilver | Brons |
| ------------------ | ---- | ------ | ----- |
| NK Allround        | 1    | 3      | 1     |
| EK Allround        | 0    | 0      | 1     |
| Olympische Spelen  | 0    | 0      | 0     |
| WK Allround        | 0    | 0      | 1     |
| WK Sprint          | 0    | 0      | 0     |
| EK Allround - ISSL | 0    | 0      | 1     |
| WK Allround - ISSL | 0    | 1      | 0     |